# Nic Armstrong
 (septembre 2018).
Si vous disposez d'ouvrages ou d'articles de référence ou si vous connaissez des sites web de qualité traitant du thème abordé ici, merci de compléter l'article en donnant les références utiles à sa vérifiabilité et en les liant à la section « Notes et références ».
Pour les articles homonymes, voir Armstrong.
Nic Armstrong (né en 1980 à  Newcastle) est un auteur-compositeur-interprète et un guitariste de rock britannique.
Il est membre du groupe IVThieves (anciennement dénommé Nic Armstrong and the Thieves), qui rassemble également Shane Lawlor à la basse, Jonny Aitken aux percussions, et Glyn Wedgewood à la guitare. 
Influencé notamment par Chuck Berry, The Beatles et Bob Dylan, l'album The Greatest White Liar mélange la pop et le rock anglais du milieu des années 1960.